# Adolfo Gaich
Adolfo Julián Gaich (Bengolea, 26 de febrero de 1999) es un futbolista argentino que juega como delantero en el CSKA Moscú, de la Liga Premier de Rusia.

## Trayectoria

### Inicios
Adolfo Gaich comenzó jugando en el Club Unión de Bengolea y más tarde compitió en la Liga Beccar Varela con diferentes equipos de la zona. Llegó a Club Atlético San Lorenzo de Almagro en 2014, al ser visto en una captación en Villa Reducción. Completó las inferiores en San Lorenzo, donde se consagró campeón en la 6.ª división en 2016 y obtuvo el subcampeonato en el Torneo de Reserva 2017-18.

### San Lorenzo
Comenzó a trabajar con la primera del club para la temporada 2018-19, habiendo firmado contrato hasta mediados de 2021. Debutó en Primera División el 27 de agosto de 2018 al reemplazar a Nicolás Blandi durante segundo tiempo de un partido contra Unión, por la tercera fecha de la Primera División de Argentina. El partido finalizó 1-1.
El 21 de septiembre ingresó como titular y anotó ante Patronato su primer gol en la primera Primera División. El 3 de octubre por la Copa Argentina jugó como titular ante Estudiantes de La Plata, y generó el penal con el que San Lorenzo abrió el partido y marcó el tercer gol del equipo en un partido que terminó 3 a 1.

### Europa
El 5 de agosto de 2020 el PFC CSKA Moscú hizo oficial su fichaje por 8 millones. Tras media temporada en Rusia, en enero de 2021 fue cedido al Benevento Calcio, con el que finalmente perdería la categoría y marcaría dos goles En agosto del mismo año fue la S. D. Huesca quien se hizo con sus servicios a préstamo. Tras esta segunda cesión volvió a Rusia, donde compitió durante la primera mitad de la temporada 2022-23 antes de acumular un nuevo préstamo en el Hellas Verona F. C. En septiembre de 2023 fue cedido por una temporada al Rizespor de la Superliga de Turquía.

## Selección nacional

### Categorías inferiores

#### Categoría sub-20
Disputó el torneo L'Alcúdia, donde se consagró campeón junto a su seleccionado nacional, convirtiendo tres tantos. En febrero del 2019, en el marco del Sudamericano Sub-20, realizó un triplete en la victoria de su selección frente a Venezuela, siendo además la primera vez que el equipo convirtió en más de una ocasión durante la competencia.
En 2019 disputó el Mundial Sub-20, donde convirtió 3 tantos.

### Participaciones
| Competición                            | Sede    | Resultado        | Partidos | Goles |
| -------------------------------------- | ------- | ---------------- | -------- | ----- |
| Campeonato Sudamericano Sub-20 de 2019 | Chile   | Subcampeón       | 8        | 3     |
| Copa Mundial Sub-20 de 2019            | Polonia | Octavos de final | 4        | 3     |

#### Selección olímpica
Tras sus buenas actuaciones en el campeonato sudamericano y el Mundial Sub-20, fue confirmado en la lista de 22 preseleccionados para disputar los Juegos Panamericanos de Lima 2019, con la selección olímpica. Durante dicho torneo, fue titular en todos los partidos, siendo el goleador del equipo, y condujo a la selección a su primera medalla dorada tras 16 años sin coronaciones en el torneo, luego de vencer a Honduras en la final.
En noviembre, anotó un triplete frente a Islas Canarias en un cuadrangular amistoso previo al Torneo Preolímpico Sub-23 de Colombia.
En julio de 2021 hizo su debut olímpico en la derrota 0-2 frente al seleccionado de Australia.

### Participaciones
| Competición                          | Sede     | Resultado      | Partidos | Goles |
| ------------------------------------ | -------- | -------------- | -------- | ----- |
| Juegos Panamericanos 2019            | Lima     | Medalla de oro | 5        | 6     |
| Torneo Preolímpico Sudamericano 2020 | Colombia | Campeón        | 5        | 1     |
| Juegos Olímpicos 2020                | Tokio    | Primera fase   | 3        | 0     |

#### Selección absoluta
El 10 de septiembre de 2019 debutó a los 20 años en el seleccionado mayor en un partido amistoso. Ingresó a los 42 minutos del complemento en la victoria sobre México por 4-0.

## Estadísticas

### Clubes
Actualizado de acuerdo al último partido jugado el 30 de mayo de 2025.
| Club                         | Div.          | Temporada     | Liga  | Liga  | Liga   | Copas nacionales | Copas nacionales | Copas nacionales | Torneos internacionales | Torneos internacionales | Torneos internacionales | Total | Total | Total  |
| Club                         | Div.          | Temporada     | Part. | Goles | Asist. | Part.            | Goles            | Asist.           | Part.                   | Goles                   | Asist.                  | Part. | Goles | Asist. |
| ---------------------------- | ------------- | ------------- | ----- | ----- | ------ | ---------------- | ---------------- | ---------------- | ----------------------- | ----------------------- | ----------------------- | ----- | ----- | ------ |
| C. A. San Lorenzo Argentina  | 1.ª           | 2018-19       | 11    | 2     | 0      | 2                | 1                | 0                | 2                       | 0                       | 0                       | 15    | 3     | 0      |
| C. A. San Lorenzo Argentina  | 1.ª           | 2019-20       | 12    | 5     | 0      | 1                | 0                | 1                | —                       | —                       | —                       | 13    | 5     | 1      |
| C. A. San Lorenzo Argentina  | Total club    | Total club    | 23    | 7     | 0      | 3                | 1                | 1                | 2                       | 0                       | 0                       | 28    | 8     | 1      |
| P. F. C. CSKA Moscú · Rusia  | 1.ª           | 2020-21       | 13    | 0     | 1      | —                | —                | —                | 5                       | 1                       | 0                       | 18    | 1     | 1      |
| P. F. C. CSKA Moscú · Rusia  | 1.ª           | 2021-22       | 1     | 0     | 0      | —                | —                | —                | —                       | —                       | —                       | 1     | 0     | 0      |
| P. F. C. CSKA Moscú · Rusia  | 1.ª           | 2022-23       | 8     | 1     | 0      | 3                | 1                | 2                | —                       | —                       | —                       | 11    | 2     | 2      |
| P. F. C. CSKA Moscú · Rusia  | 1.ª           | 2023-24       | 4     | 0     | 1      | 3                | 0                | 0                | —                       | —                       | —                       | 7     | 0     | 1      |
| P. F. C. CSKA Moscú · Rusia  | 1.ª           | 2024-25       | 1     | 0     | 0      | 1                | 0                | 0                | —                       | —                       | —                       | 2     | 0     | 0      |
| P. F. C. CSKA Moscú · Rusia  | Total club    | Total club    | 27    | 1     | 2      | 7                | 1                | 2                | 5                       | 1                       | 0                       | 39    | 3     | 4      |
| Benevento Calcio · Italia    | 1.ª           | 2020-21       | 15    | 2     | 0      | —                | —                | —                | —                       | —                       | —                       | 15    | 2     | 0      |
| Benevento Calcio · Italia    | Total club    | Total club    | 15    | 2     | 0      | 0                | 0                | 0                | 0                       | 0                       | 0                       | 15    | 2     | 0      |
| S. D. Huesca · España        | 2.ª           | 2021-22       | 27    | 1     | 3      | 1                | 0                | 0                | —                       | —                       | —                       | 28    | 1     | 3      |
| S. D. Huesca · España        | Total club    | Total club    | 27    | 1     | 3      | 1                | 0                | 0                | 0                       | 0                       | 0                       | 28    | 1     | 3      |
| Hellas Verona F. C. · Italia | 1.ª           | 2022-23       | 16    | 2     | 1      | —                | —                | —                | —                       | —                       | —                       | 16    | 2     | 1      |
| Hellas Verona F. C. · Italia | Total club    | Total club    | 16    | 2     | 1      | 0                | 0                | 0                | 0                       | 0                       | 0                       | 16    | 2     | 1      |
| Çaykur Rizespor Turquía      | 1.ª           | 2023-24       | 33    | 8     | 1      | 2                | 3                | 0                | —                       | —                       | —                       | 35    | 11    | 1      |
| Çaykur Rizespor Turquía      | Total club    | Total club    | 33    | 8     | 1      | 2                | 3                | 0                | 0                       | 0                       | 0                       | 35    | 11    | 1      |
| Antalyaspor Turquía          | 1.ª           | 2024-25       | 33    | 8     | 0      | 5                | 1                | 0                | —                       | —                       | —                       | 38    | 9     | 0      |
| Antalyaspor Turquía          | Total club    | Total club    | 33    | 8     | 0      | 5                | 1                | 0                | 0                       | 0                       | 0                       | 38    | 9     | 0      |
| Total carrera                | Total carrera | Total carrera | 174   | 29    | 7      | 18               | 6                | 3                | 7                       | 1                       | 0                       | 199   | 36    | 10     |
| 1. 2. 3.                     |               |               |       |       |        |                  |                  |                  |                         |                         |                         |       |       |        |

### Hat-tricks
| 1 | 7 de diciembre de 2023 | Estadio Çaykur Didi, Rize | Çaykur Rizespor Kulübü - Bucaspor 1928 |  | 4 - 0 | Copa de Turquía 2023-24 |

## Palmarés

### Títulos internacionales
| Título                   | Club (*)         | Sede     | Año  |
| ------------------------ | ---------------- | -------- | ---- |
| Juegos Panamericanos     | Argentina sub-22 | Lima     | 2019 |
| Preolímpico Sudamericano | Argentina sub-23 | Colombia | 2020 |

(*) Incluyendo la selección.